# Viktóriya Andréyeva
Viktóriya Olégovna Andréyeva –en ruso, Виктория Олеговна Андреева– (San Petersburgo, 21 de junio de 1992) es una deportista rusa que compite en natación, especialista en el estilo libre.
Ganó una medalla de plata en el Campeonato Europeo de Natación de 2018, en la prueba de 4 × 200 m libre mixto. Participó en dos Juegos Olímpicos de Verano, en los años 2012 y 2016, ocupando el séptimo lugar en Río de Janeiro 2016, en las pruebas de 200 m estilos y 4 × 200 m libre.

## Palmarés internacional
| Campeonato Europeo | Campeonato Europeo    | Campeonato Europeo | Campeonato Europeo    |
| Año                | Lugar                 | Medalla            | Prueba                |
| ------------------ | --------------------- | ------------------ | --------------------- |
| 2018               | Glasgow (Reino Unido) | Medalla de plata   | 4 × 200 m libre mixto |